# 사루사와 신지
사루사와 신지(일본어: 猿澤 真治, 1969년 6월 9일 ~ )는 일본의 전 축구 선수, 감독이다.

## 구단 경력
1992년부터 1999년까지 가가와 시운 클럽에서 뛰었다.

## 지도자 경력
2017년 레노파 야마구치 FC의 코치으로 취임하였다. 5월 성적 부진으로 물러난 우에노 노부히로 감독을 대신해, 레노파 야마구치 FC의 감독으로 취임하였다.